# Oberlangenstadt
Oberlangenstadt ist ein Gemeindeteil des Marktes Küps im Landkreis Kronach (Oberfranken, Bayern).

## Geografie
Das Dorf Oberlangenstadt bildet mit Küps im Nordosten und Hummenberg im Süden eine geschlossene Siedlung. Es liegt im Tal der Rodach, von der dort rechts der Mühlgraben abzweigt. Nordwestlich erheben sich die Ausläufer des Frankenwaldes. Die Bundesstraße 173 führt nach Küps (1,3 km nordöstlich) bzw. nach Redwitz an der Rodach (4 km südwestlich). Die Kreisstraße KC 27/LIF 23 führt nach Ebneth (2,9 km südwestlich). Eine Anliegerstraße führt nach Nagel (1,1 km westlich).

## Geschichte
Oberlangenstadt wurde 1367 erstmals erwähnt. Philipp Heinrich von Künsberg errichtete 1718 ein erstes kleines Schloss.
Gegen Ende des 18. Jahrhunderts bestand Oberlangenstadt aus 55 Anwesen. Das Hochgericht übte das Rittergut Nagel-Oberlangenstadt in begrenztem Umfang aus, es hatte ggf. an das bambergische Centamt Burgkunstadt-Marktgraitz auszuliefern. Die Dorf- und Gemeindeherrschaft hatte das Rittergut Nagel-Oberlangenstadt inne. Grundherren waren:
- das Rittergut Nagel-Oberlangenstadt (48 Anwesen: 2 halbe Gülthöfe, 4 Fronsölden, 2 Sölden, 5 Gütlein, 1 Wirtshaus mit Bräuhaus, 15 Tropfhäuser, 11 Häuser, 6 Viertelhäuser, 2 Mahl- und Schneidmühlen),
- die Frühmeßstiftung Kronach (1 Sölde mit Schankrecht),
- das Kloster St. Klara (4 Viertelhöfe),
- das Domkapitel Bamberg (1 Dreiviertelhof, 1 Viertelhof).

Außerdem gab es das Alte Schloss mit Beamtenhaus, Gärtnerhaus und Ökonomiegut als herrschaftlichen Besitz, das dem Rittergut Nagel-Oberlangenstadt direkt unterstellt war, und eine Synagoge und ein Gemeindehirtenhaus.
Mit dem Gemeindeedikt wurde 1808 der Steuerdistrikt Oberlangenstadt gebildet, zu dem Buchmühle, Hummenberg, Mönchsfeld, Nagel und Unterlangenstadt gehörten. Infolge des Zweiten Gemeindeedikts (1818) entstand die Ruralgemeinde Oberlangenstadt, zu der Hummenberg, Mönchsfeld und Nagel gehörten. Sie war in Verwaltung und Gerichtsbarkeit dem Landgericht Kronach zugeordnet und in der Finanzverwaltung dem Rentamt Kronach (1919 in Finanzamt Kronach umbenannt). In der freiwilligen Gerichtsbarkeit unterstanden die Anwesen dem Patrimonialgericht Oberlangenstadt (bis 1837) bzw. dem PG Ebneth (bis 1848). Ab 1862 gehörte Oberlangenstadt zum Bezirksamt Kronach (1939 in Landkreis Kronach umbenannt). Die Gerichtsbarkeit blieb beim Landgericht Kronach (1879 in das Amtsgericht Kronach umgewandelt). Die Gemeinde hatte eine Fläche von 5,022 km².
Das bayerische Urkataster zeigt Oberlangenstadt in den 1810er Jahren als ein Dorf mit 62 Herdstellen, dem Schloss Oberlangenstadt, einer Mühle nebst Mühlenwehr und mehrere Brücken. Die evangelische Bekenntnisschule befand sich im Ort.
Im Zuge der Gebietsreform in Bayern wurde die Gemeinde Oberlangenstadt am 1. Mai 1978 nach Küps eingegliedert.

### Baudenkmäler
In der Bayerischen Denkmalliste sind neun Baudenkmäler aufgeführt:
- Schloss Oberlangenstadt
- sechs Wohnhäuser
- ein Brunnen
- Ehemaliges Landschulhaus

Die folgenden Häuser listete Tilmann Breuer in dem Buch Landkreis Kronach von 1964 mit ihren ursprünglichen Hausnummern auch als Kunstdenkmale auf. Sie werden in der Denkmalschutzliste nicht geführt, da sie entweder nicht aufgenommen, abgebrochen oder stark verändert wurden.
- Haus Nr. 8: Zugehörig eingeschossige Scheune aus Sandsteinquadern mit Mansarddach, ein Türsturz bezeichnet „M. Höring 1830“. – Zugehörig ferner ein Fachwerkstadel mit zur Hälfte abgewalmtem Mansarddach, großer und kleiner Einfahrt; über der kleinen Einfahrt die Bezeichnung „LH 1818“. Torflügel aufgedoppelt.[11]
- Haus Nr. 9: Zweigeschossiger Satteldachbau, der Sturz der Haustür bezeichnet „AH 1825“.[11]
- Haus Nr. 23: Eingeschossiger Putzbau mit einseitig zur Hälfte abgewalmtem Mansarddach, Anfang des 19. Jahrhunderts, der Scheitelstein der Haustür bezeichnet „JG 18..“. Eckpilaster; Giebel verschiefert.[11]
- Haus Nr. 53: Zweigeschossiger, verputzter Satteldachbau, im Kern wohl zweite Hälfte des 18. Jahrhunderts. Die Erdgeschossöffnungen mit eingezogenen Stichbogen und profilierten Rahmungen, am Türsturz Schlussstein. Obergeschoss erneuert.[11]
- Haus Nr. 55: Zweigeschossiger Walmdachbau des 18. Jahrhunderts mit fünf zu zwei Achsen. Erdgeschoss aus Sandsteinquadern mit geohrten und profilierten Rahmungen. Obergeschoss ehemals vermutlich Fachwerk, im 19. Jahrhundert massiv ausgebaut und verputzt.
- Haus Nr. 63: Eingeschossiger, ehemaliger Wohnstallbau mit Halbwalmdach, verputzt, mit Pilastergliederung, der Türsturz bezeichnet „Paul Fischer 1830“.[11]
- Haus Nr. 66: Eingeschossiger Sandsteinquaderbau des frühen 19. Jahrhunderts mit zur Hälfte abgewalmtem Mansarddach, das eine Fledermausgaupe enthält.[11]

### Einwohnerentwicklung
Gemeinde Oberlangenstadt bis 1978 | ab 1978 Gemarkung Oberlangenstadt (inklusive ehemaliger Gemeindeteile)
| Jahr      | 1818  | 1840   | 1852   | 1855   | 1861   | 1867   | 1871  | 1875   | 1880   | 1885   | 1890   | 1895   | 1900   | 1905   | 1910   | 1919   | 1925   | 1933   | 1939   | 1946   | 1950   | 1952   | 1961  | 1970   | 2007   | 2020   |
| Einwohner | 494   | 605    | 568    | 573    | 560    | 624    | 695   | 687    | 720    | 716    | 689    | 731    | 724    | 714    | 697    | 736    | 788    | 831    | 810    | 1087   | 1128   | 1093   | 1068  | 1163   | 1250   | 1166   |
| Häuser    | 86    |        |        |        |        |        | 90    |        |        | 100    | 98     |        | 99     |        |        |        | 122    |        |        |        | 151    |        | 186   |        |        |        |
| Quelle    | [ 6 ] | [ 13 ] | [ 13 ] | [ 13 ] | [ 14 ] | [ 15 ] | [ 9 ] | [ 16 ] | [ 17 ] | [ 18 ] | [ 19 ] | [ 13 ] | [ 20 ] | [ 13 ] | [ 21 ] | [ 13 ] | [ 22 ] | [ 13 ] | [ 13 ] | [ 13 ] | [ 23 ] | [ 13 ] | [ 7 ] | [ 24 ] | [ 25 ] | [ 26 ] |

Ort Oberlangenstadt
| Jahr      | 001818 | 001861 | 001871 | 001885 | 001900 | 001925 | 001950 | 001961 | 001970 | 001987 |
| Einwohner | 362    | 435    | 537    | 547    | 546    | 607    | 885    | 879    | 989    | 894    |
| Häuser    | 62     |        |        | 76     | 76     | 95     | 121    | 150    |        | 235    |
| Quelle    | [ 6 ]  | [ 14 ] | [ 9 ]  | [ 18 ] | [ 20 ] | [ 22 ] | [ 23 ] | [ 7 ]  | [ 24 ] | [ 27 ] |

## Religion
Der Ort ist seit der Reformation überwiegend evangelisch-lutherisch und ist bis heute nach St. Jakob in Küps gepfarrt. Die katholische Minderheit ist nach Heiligste Dreifaltigkeit (Theisenort) gepfarrt. In Oberlangenstadt gab es auch eine Synagoge. 1871 waren 7 % der Bevölkerung jüdisch.

## Kultur
- Fußballplatz SSV Oberlangenstadt
- Golfplatz Nagel
- Schützenverein Hubertus mit Bogenschützengruppe
- Männerchor Gesangverein Harmonie e. V.
- Nägler Dorfgemeinschaft e. V.
- Hummenberger Nachbarn e. V.
- Obst -u. Gartenbauverein Oberlangenstadt
- Obedöffe Tauziehfreunde
- 1. FCN Club Alte Liebe
- BBV Ortsverein Oberlangenstadt
- Langstädter Fousanachter
- Reit u. Fahrverein Hubertus
- Stammtisch Ruazlöffel e. V.

## Verkehr
- Oberlangenstadt liegt an der Bundesstraße 173 und der Bahnstrecke Hochstadt-Marktzeuln–Probstzella. Oberlangenstadt besitzt allerdings keine Zugangstelle an der Eisenbahnverbindung.
- Der ÖPNV bedient den Ortsteil mit der OVF-Buslinie 8329, die zum VGN gehört.
- Durch den Ort verläuft der Fränkische Marienweg.

## Persönlichkeiten
- Werner W. Boehm (* 19. Juni 1913 in Oberlangenstadt; † 18. Oktober 2011 in New Brunswick, New Jersey), US-amerikanischer Sozialarbeitswissenschaftler deutscher Herkunft
- Adolph Kurt Böhm (* 27. Juli 1926 in Oberlangenstadt;  † 3. Februar 2020 in Murnau am Staffelsee), Komponist, Pianist, Liedbegleiter, Maler und Schriftsteller

## Sonstiges
- Die Großeltern mütterlicherseits von Billy Joel hießen Fleischmann und kamen aus Oberlangenstadt, wo sie einen Zigarrenladen betrieben.[29]